# Declaratory Act
Le Declaratory Act fait référence à deux lois affirmant la souveraineté du Parlement de Grande-Bretagne sur des territoires ultramarins.

## Colonies américaines
Le American Colonies Act 1766 ou Declaratory Act (« Acte déclaratoire » en français) est une loi du Parlement britannique adoptée en mars 1766, le même jour que l'abrogation du Stamp Act lequel avait provoqué la protestation et les violences des colons britanniques frappés par le boycott de leurs marchandises. Le changement de Premier Ministre explique également cette abrogation : Charles Watson-Wentworth était en effet plus favorable aux colons américains. Il invita même Benjamin Franklin à s'exprimer devant le Parlement britannique à propos des taxes.
Le Declaratory Act vise à justifier l 'abrogation et sauver la face du Parlement. Elle réaffirme que celui-ci a tout pouvoir pour imposer ses lois aux 13 colonies et à la population américaine. Il marque donc un renforcement de l'autorité centrale au détriment des assemblées coloniales.

## Précédent irlandais
Le Declaratory Act de 1719 est une loi visant à garantir la dépendance du Royaume d'Irlande à l'égard de la Couronne de Grande-Bretagne. Elle est adoptée par le Parlement de Grande-Bretagne qui déclarait avoir le droit d'imposer des lois du Royaume d’Irlande, et que la Chambre des Lords britannique avait compétence en matière d’appel pour les affaires irlandaises. Inspiré par un procès irlandais de routine, elle visait à résoudre le différend de longue date entre les Britanniques et la Chambre des Lords irlandaise concernant l'ultime cour d'appel des tribunaux irlandais. Avec la loi Poynings, la loi déclaratoire est devenue un symbole de la soumission du Parlement d'Irlande, et son abrogation a longtemps été un objectif des hommes d'État irlandais, ce qui a finalement été atteint pour les anglicans irlandais dans le cadre de la Constitution de 1782. 

## Sources
- (en) Cet article est partiellement ou en totalité issu de l’article de Wikipédia en anglais intitulé « Declaratory Act » (voir la liste des auteurs).

- (en) Cet article est partiellement ou en totalité issu de l’article de Wikipédia en anglais intitulé « Declaratory Act 1719 » (voir la liste des auteurs).